# Königreich der Inseln

Gebiet des Königreichs der Inseln gegen Ende des 11. Jahrhunderts (hellrot)

Das Königreich der Inseln (auch Königreich von Man und den Inseln) war ein Herrschaftsgebiet im Nordatlantik, das etwa vom 9. Jahrhundert bis Ende des 13. Jahrhunderts bestand und die Hebriden, die Insel Man sowie Teile von Argyll umfasste. Im Alt-Nordischen wurde das Gebiet in Abgrenzung zu den Orkney und Shetland umfassenden Norðreyjar (Nördliche Inseln) als Suðreyjar (Südliche Inseln) bezeichnet. Aus dieser altnordischen Bezeichnung Suðreyjar gingen im Laufe des Mittelalters der lateinische Name Sodor und die englische Bezeichnung Sudreys hervor. In einigen späteren Quellen werden die Inseln auch als Kingdom of Mann and the Isles bezeichnet.
Das Königreich bestand zwischen dem 9. und 13. Jahrhundert nicht durchgängig als eine Einheit. Die Könige der Inseln herrschten phasenweise unabhängig über die Inseln, die meiste Zeit jedoch standen sie selbst unter der Oberherrschaft norwegischer, irischer, englischer oder schottischer Herrscher. Zeitweise beanspruchten sowohl schottische als auch norwegische Herrscher die Inseln für sich.
Die Geschichte des Königreichs der Inseln beginnt mit dem Einfluss der norwegischen Wikinger im späten 8. Jahrhundert, aber bis zur Mitte des 10. Jahrhunderts bleibt die Quellenlage zu den jeweiligen Königen der Inseln spärlich und widersprüchlich. Kennzeichnend für diese Zeit sind kriegerische Auseinandersetzungen mit den Herrschern in Irland und Versuche norwegischer Herrscher, Einfluss über die Inseln sicherzustellen. Um 1100 erschien eine mächtige neue Dynastie, die ihren Anfang auf Somerled MacGillebrigte zurückführt. Nach dessen Tod 1164 wurde das Königreich in zwei Teile geteilt, über das Somerleds Nachkommen, die Dynastien der MacDonalds, der MacDougalls und der MacRuaries herrschten. Mit dem Vertrag von Perth, 1266, zwischen Schottland und Norwegen wurde das Königreich der Inseln Teil des Königreichs Schottland. Historiker machen ein eindeutiges Ende des Königreichs der Inseln mit dem Datum 1336 fest, in dem ein Nachkomme Somerleds, John of Islay, erstmals den Titel dominus Insularum oder „Herr der Inseln“ (statt „König der Inseln“) verwendet.

## Geografische Lage
Zum Königreich der Inseln wurden zunächst die Hebriden gezählt, die parallel zur Westküste Schottlands liegen und etwa 500 Inseln unterschiedlicher Größe umfassen, von denen die kleineren nicht bewohnt sind. Die zwanzig bis dreißig größten Inseln bilden zwei Hauptgruppen, die inneren und die äußeren Hebriden. Die äußeren Hebriden liegen etwa 60 Kilometer westlich des schottischen Festlands und umfassen unter anderem die Inseln Lewis, Harris, Berneray, die Uists, Benbecula und Barra. Die inneren Hebriden liegen näher zum Festland und werden in der Regel in drei Gruppen unterteilt: die Insel Skye mit benachbarten Inseln, die Gruppe um die Insel Mull, einschließlich der Inseln Staffa und Iona, und die Gruppe um Islay. Das Königreich der Inseln umfasste ferner die Inseln im Firth of Clyde und die Insel Man und konnte seinen Einfluss auch auf die Küste von Argyll ausweiten.
Orkney und Shetland sind mehr als 180 Kilometer von den Hebriden entfernt und zählten nicht zum Königreich der Inseln, sondern blieben direkt unter norwegischer Herrschaft.

## Geschichte

### Frühe Geschichte und erste Wikingereinfälle
Historische Quellen, die sich auf die Einwohner der Inseln im Nordwesten des heutigen Schottlands beziehen, sind bis ins achte Jahrhundert spärlich oder nicht vorhanden. Historiker gehen davon aus, dass Einwohner der Inseln Pikten waren, weil die Eingeborenen in Schottlands Norden Pikten waren, jedoch ist dies laut dem Historiker Alex Woolf keineswegs sicher. Archäologische Ausgrabungen auf Orkney lieferten Skulpturen und Kunst zutage, die typisch für das piktische Festland waren, was dafür spricht, dass Orkney piktisch war. Ähnliche Belege fehlen jedoch für Skye und die äußeren Hebriden bis auf einige Funde, die auf eine sporadische Verbindung zum piktischen Kernland hinweisen, aber nicht ausreichen, um eine größere Integration der Inseln in piktische Herrschaftsbereiche zu belegen. Woolf geht davon aus, dass bis 850 die Region auf und um die Hebriden keine Könige oder hochentwickelte Stammesfürstentümer hatten, weil dies den Chronisten von Iona nicht entgangen wäre.
Die Präsenz eines Klosters auf der Insel Iona ist zwischen dem 6. und 9. Jahrhundert gut belegt.
Im achten Jahrhundert berichten vor allem englische Quellen wie die Angelsächsische Chronik von den ersten Einfällen dänischer und norwegischer Wikinger in Britannien, als erstes der Überfall und die Plünderung des Klosters Lindisfarne 793 an der Nordostküste Englands. Irische Annalen berichten von Überfällen auf Skye 795 und auf Iona 795, und wieder 802 und 806. Nach dem Überfall 806 entschied ein Teil der Mönche auf Iona, nach Kells zu fliehen, aber ein Teil der Mönche blieb offenbar zurück, denn 845, 878 und 986 folgten weitere Plünderungen.
Es blieb nicht bei Plünderungen, sondern die Wikinger setzten sich schließlich fest und siedelten auf den Inseln. Speziell für die Insel Man ist ein skandinavischer Einfluss durch umfangreiche archäologische Funde belegt und durch Ortsnamenforschung abgesichert. Siedlungen haben möglicherweise schon um 800 begonnen und Migration setzte sich in Wellen fort bis ans Ende des 9. Jahrhunderts, als die Grafschaft Orkney durch die Nordmänner gegründet wurde. Wie umfassend die Besiedlung der Hebriden durch die Wikinger war, ist jedoch weniger gut belegt als auf Man, Orkney oder Shetland. Wikingergräber sind von der Insel Man, Lewis, Tiree, Colonsay, Oronsay und Islay bekannt. Ortsnamen, die auf das Altnordische zurückgehen, sind belegt, aber weit weniger flächendeckend als auf Orkney oder Shetland. Immerhin war der skandinavische Einfluss auf den Inseln im Westen Schottlands so groß, dass im 9. Jahrhundert ein neuer Name für sie in den Quellen auftaucht: Innse Gall, die „Inseln der Fremden“, wobei die Fremden die Skandinavier gewesen sein dürften. Im 12. Jahrhundert war die Region in Sprache und Kultur sowohl gälisch wie auch norwegisch geprägt, wobei sich die beiden Sprachen gemischt hatten. Dazu unterstand die Region seit dem frühen 12. Jahrhundert kirchlich einer eigenen Diözese, dem Bistum Sodor und Man. Von den Inseln bestanden sowohl wirtschaftlich wie politisch Kontakte zu den angrenzenden schottischen Gebieten, aber auch nach Wales und besonders nach Ulster und Connacht in Nordirland.

### Erste Herrscher und Könige der Inseln
Ab dem späten 9. Jahrhundert tauchen die ersten Namen von Einzelpersonen auf, die den Namen Herr oder König der Inseln tragen, für viele dieser Herrscher sind die historischen Quellen jedoch spärlich oder unzuverlässig. Zu den ersten Personen mit diesem Titel zählt Godfrey MacFergus oder Gofraid mac Fergusa, der Herrscher von Airgialla in Nordirland und legendärer Vorfahr des Clans MacDonald von den Hebriden. Er starb 851 und wurde von irischen Chronisten als toiseach Innse Gall (Herr der Hebriden) bezeichnet. Der Historiker Alex Woolf hält jedoch die Bezeichnung von Gofraid als Herrscher der Inseln für Propaganda des Clan MacDonald aus dem 14. Jahrhundert.
Eine der ersten Personen, die unter dem Titel rí Innse Gall (König der Hebriden) dokumentiert ist, ist Godfrey oder Gofraid mac Arailt. Er taucht in walisischen Quellen auf, die berichten, dass er Anglesey und Dyfed in Wales verwüstet habe. Irische Quellen vermerken seinen Tod 989 und bezeichnen ihn als König der Hebriden, wobei sein Einflussbereich die Hebriden und die Insel Man umfasst haben dürfte. Nach dem Tod von Godfrey und seinem Bruder Maccus scheinen die Grafen von Orkney, die Könige von Alba, Dublin und Leinster um den Einfluss auf den Inseln gerungen zu haben. 1072 berichten die irischen Annals of Tigernach den Tod von Diarmait mac Maíl na mBó, der als König der Hebriden, Dublin und Leinster bezeichnet wird.
Ein Einschnitt in die Historie der Inseln ist die Eroberung der Insel Man durch Godred Corvan 1079, womit eine Dynastie skandinavischer Herkunft an die Macht kam. Godred gelang es, Dublin und einen größeren Teil von Leinster auch zu unterwerfen. 1094 wurde er aus Irland verjagt und starb 1095 auf Islay. Bemerkenswert ist, dass es Godred gelang, ein Inselkönigreich zu etablieren, das die westlichen Inseln Schottlands umfasste. Godreds Enkelin Ragnhild heiratete später Somerled von Argyll und begründete damit eine Dynastie von Seekönigen auf den Hebriden.
Zwischen 1095 und 1114 stritten nordische und irische Kräfte sowie Herrscher der Insel Man um die Vorherrschaft um die Inseln. 1098 gerieten die Inseln für kurze Zeit unter direkte norwegische Vorherrschaft, als König Magnus III. von Norwegen zuerst Orkney eroberte und dort seinen Sohn als Earl einsetzte und anschließend plündernd durch die Hebriden südwärts zog. Auf der Insel Man nahm er Lagman, den Sohn Godreds, gefangen und übernahm wahrscheinlich die Oberhoheit über die Inseln. Trotz eines Vertrags 1098 zwischen Magnus und König Edgar von Schottland, der formal die Kontrolle über die Hebriden an die Norweger übergab, konnten die Norweger die Oberhoheit nicht halten, da sie durch im 12. Jahrhundert durch Bürgerkriege geschwächt kaum in der Lage waren, auf den Inseln Präsenz zu zeigen. Nach Magnus Tod 1103 gelang es Lagman, die Herrschaft über die Inseln wieder an sich zu ziehen. Ab 1115 kam Olaf, der Bruder Langmans, an die Macht, der 40 Jahre über die Inseln herrschte.

### Somerled und seine Nachkommen
Um 1140 taucht in den Quellen ein König der Inseln auf, über dessen Herkunft und Aufstieg zur Macht nichts bekannt ist: Somerled MacGillebrigte. Somerled gelang es 1156, die Macht dem König von Man zu entreißen. Forscher gehen davon aus, dass Somerled sowohl schottischer als auch nordischer Herkunft war. Kurz vor 1150 heiratete er Ragnhald oder Raghnailt, Tochter von Olaf, König von Man und den Inseln. Als im Jahr 1153 König David I. von Schottland und König Olaf starben, entstand ein Machtvakuum, das Somerled nutzte, um zunächst die Herrschaft über den südlichen Teil der Inseln zu erlangen. 1158 besiegte Somerled Goraidh, der den nördlichen Teil der Inseln beherrschte, und war nun König der Inse Gall, des Inselreichs von der Insel Man bis zu Lewis in den nördlichen Hebriden.
Somerled starb 1164 bei einem Invasionsversuch auf dem schottischen Festland. Somerleds Einfluss auf die Geschichte der Inseln war bedeutend, denn er herrschte über ein zusammenhängendes Königreich, das von der Insel Man bis zur Insel Skye reichte und auch Teile des schottischen Festlands von Kintyre bis Ardnamurchan umfasste. In irischen Quellen wird Somerled als rí Inse Gall & Cind tire, als König der Hebriden und von Kintyre bezeichnet. Somerled begründete eine Dynastie, die MacSorleys, deren Angehörige noch 350 Jahre nach seinem Tod die Geschicke der Inseln mitbestimmten.
Nach Somerleds Tod 1164 wurde der südliche Teil seines Königreiches wieder von Königen der Insel Man übernommen, während der nördliche Teil des Königreichs zwischen mehreren seiner Söhne aufgeteilt wurde. Durch innere Konflikte in Schottland und Bürgerkrieg in Norwegen fanden die Inseln wenig Beachtung durch Schottland oder Norwegen, so dass Somerleds Nachkommen, die MacSorleys, sich als relativ unabhängige Herrscher über die Hebriden etablieren konnten. Die MacSorleys teilten sich schließlich in drei Familienclans, die MacDougalls, die MacDonalds und die MacRuaries. Einer der bemerkenswertesten Söhne Somerleds war Ranald, der über Islay, Jura und Kintyre sowie Morvern und Ardnamurchan herrschte. In frühen Urkunden nennt sich Ranald „König der Inseln und Herr von Argyll und Kintyre“, während in späteren Urkunden er den Titel „Herr der Inseln“ (lord of the isles) verwendet. Ranalds Bruder Dugald wurde Herr von Argyll und gilt als Stammvater der Macdougalls.
Die Familien waren dabei untereinander teils heftig verfeindet. Da auch die Familie der Herrscher von Man sich untereinander befehdete, versuchten die Nachfahren von Somerled, dies zu ihren Gunsten auszunutzen. Daneben gab es noch lokale Adlige, wie die MacLeods von Skye und Lewis, die MacLeans von Mull und die MacSweens, Lamont und MacLachlan, die einflussreiche Familien in Cowal und Knapdale waren. Auch die Herrscher von Man versuchten Einfluss zu üben. Durch diese Konflikte war die raue, karge Region im letzten Viertel des 12. Jahrhunderts und in der ersten Hälfte des 13. Jahrhunderts durch blutige Fehden und durch Gewalt und Instabilität geprägt. In den 1220er und 1230er Jahren entstanden in der Region zahlreiche, zersplitterte Herrschaften. 1221 und 1222 führte der schottische König Alexander II. Feldzüge nach Argyll. Offensichtlich war der räuberische Ruairi Ziel der Feldzüge gewesen. Als Folge der Feldzüge konnte Duncan Macdougall seine Stellung in Mull und Lorne ausbauen. König Olaf von Man suchte schließlich die Unterstützung des norwegischen Königs Hakon im Jahr 1229, der eine Streitmacht unter der Führung eines Mannes namens Uspak aussandte, um die Inseln zu erobern und zu befrieden. Uspaks Herrschaft als König über die Inseln endete jedoch schon mit seinem Tod 1230, worauf eine neue Generation der MacSorleys wieder Macht über die Inseln gewann, die unter norwegischer Oberhoheit als Könige über Teile der Inseln herrschten. 1249 führte der schottische König Alexander II. einen Feldzug gegen Ewen Macdougall. Die Schotten konnten zwar zeitweise Argyll besetzen, doch nach dem Tod des Königs wurde der Feldzug abgebrochen.

### Frieden von Perth 1266 und Konsequenzen
Von 1249 bis 1266 versuchten die verschiedenen Linien der MacSorleys, über die Inseln möglichst unabhängig zu herrschen, während sowohl der schottische als auch der norwegische König von ihnen Loyalität einforderte. Die Versuche Schottlands und Norwegens, die Oberherrschaft über die Inseln zu gewinnen, kulminierten in kriegerischen Auseinandersetzungen über einige Jahre. Der norwegisch-schottische Krieg endete schließlich mit dem Frieden von Perth 1266 zwischen König Magnus VI. von Norwegen und König Alexander III. von Schottland. Durch den Friedensvertrag wurden die Insel Man und die Hebriden Teil des Königreichs Schottland. Das Datum 1266 ist für das Königreich der Inseln bedeutend, denn damit endete das Königreich der Inseln als mehr oder weniger unabhängiger Herrschaftsbereich und auch der Titel König der Inseln wurde nicht mehr verwendet. Mit dem Tod von Magnus III. endete 1265 die Linie der Godfreysons auf der Isle of Man, worauf der schottische König die Herrschaft über die Insel übernahm.
Während der weiteren Herrschaft von Alexander III. blieb die Region relativ friedlich. Der König ließ den Lords, die sich unterworfen hatten, weitgehend ihre Besitzungen, so dass die Macdougalls, Macdonalds und Macruaries ihren großen Einfluss auf den Hebriden weiter bewahren konnten. Durch Ämter im Dienst der Krone und durch Heiraten mit Angehörigen der schottischen Magnatenfamilien wurden die Lords der Inseln Teile der schottischen Gesellschaft. Auch wenn sie teils den Schwerpunkt auf ihre Besitzungen auf dem schottischen Festland legten, behielten sie aber weiterhin ihre Flotten aus Langbooten, mit denen sie Handel, aber auch Raubzüge unternahmen.

### Erneute Fehden während der Schottischen Unabhängigkeitskriege
Als nach dem Tod von Alexander III. 1286 die schottische Thronfolge ungeklärt und es schließlich zum Krieg mit England kam, kam es auch zwischen den Madougalls aus Argyll, den MacDonalds auf Islay und den MacRuairis aus Garmoran zu neuen Kämpfen. Die Versuche des schottischen Königs John Balliol und nach dessen Niederlage die des englischen Königs Eduard I., mit Hilfe der Macdonalds von Islay die Kontrolle über die westschottischen Inseln zu gewinnen, steigerte nur die Fehden zwischen den Clans. Weder der englische König noch seine schottischen Gegner hatten nach 1296 die westschottischen Inseln unter ihrer Kontrolle. 1299 fiel Alexander Macdonald of Islay im Kampf gegen seine überlegenen Gegner. Erst nach 1308 konnte der schottische König Robert I. die Inseln nach seinem Sieg über Alexander Macdougall unter seine Kontrolle bringen. Er unterwarf den Nordwesten Schottland auch einer administrativen Reform, so dass auch die Inseln Teil eines schottischen sheriffdoms wurden, außerdem wurden Teile der Inseln und Argyll als Lehen neu vergeben. Nach seinem Tod kam es aber infolge des Zweiten Schottischen Unabhängigkeitskriegs ab 1332 zu neuen Kämpfen. John Macdonald of Islay konnte die Vorherrschaft gewinnen und nannte sich ab 1336 Lord of the Isles. König David II. musste 1343 seine Stellung anerkennen. Die Nachkommen von John Macdonald herrschten bis ins 15. Jahrhundert als Lord of the Isles über die Inseln.